# Волконский, Никита Андреевич
Князь Никита Андреевич Волконский  (? — 1620) — дворянин московский и воевода во время правления Фёдора Ивановича, Бориса Годунова, Смутное время и правление Михаила Фёдоровича.
Рюрикович, представитель 2-й ветви княжеского рода Волконских. Младший (четвертый) сын воеводы князя Андрея Романовича Волконского «Быка». Старшие братья — князья Богдан, Михаил и Кирилл Волконские и сестра, княжна № Андреевна — жена окольничего Ивана Андреевича Дашкова.

## Биография
Третий воевода в Астрахани (1598). Отправлен царским правительством в Тихвин против «воровских» казаков, грабивших и разорявших местное население (ноябрь 1614), разбил бунтующих казаков на реке Лупе, заставил их прекратить грабеж и принести повинную правительству. Воевода в Рыльске (1616-1617). Служил воеводой в Угличе (1618). Находился при дворе в Москве (1619). Отправлен на воеводстве в Пелым (1620), где в том же году скончался, не оставив после себя детей.